# درخشنده‌های شرقی
درخشنده‌های شرقی (نام علمی: Notropis) نام یک سرده از تیره کپورماهیان است.